# Je suis (chanson)
Pour les articles homonymes, voir Je suis.
Singles de Bigflo et Oli
Aujourd'hui
(2015) La Vraie Vie
(2017)
Je suis est un single du duo de rap français Bigflo et Oli, sorti le 24 juin 2016, issu de la réédition de leur premier l'album La Cour des grands.

## Historique

### Conception et sujets abordées
Le duo Bigflo et Oli explique avoir écrit cette chanson en une seule nuit. Elle fait l'analyse de la situation sociale en France, en abordant divers sujets. Je suis aborde toutes les couches de la société française allant du SDF qui s'interroge sur l'humanité des gens qu'il croise lors de sa manche au riche qui assume son train de vie en raison du travail qu'il a fourni pour être dans cette situation : « Entre ce type et mon chien, je me demande de qui j'suis le plus proche. »
De plus, le clip parle des « tabous » tels que les jeunes musulmans qui portent une longue barbe en raison de leur religion et que certains français considèrent comme terroristes de par leurs apparences. Les rappeurs soulignent cela dans le vers : « On me reproche ma barbe, pourtant j'ai la même que Jean Jaurès. »
Le groupe se penche également sur l'homosexualité, défendant le mariage pour tous qui est source de conflit dans le pays : « Dire qu'il y a peu de temps, je n'avais pas le droit de lui offrir une bague. »

### Clip vidéo
Peu après sa sortie, le groupe publie le clip vidéo Je suis sur leur chaîne YouTube. Cette vidéo est un patchwork de plusieurs images, reflétant la société française dans son intégralité.
Le clip est supprimé un mois plus tard en raison d'un conflit avec une personne qui apparait dans la vidéo et qui porte plainte contre le groupe.

## Classement
| Classement (2016) | Meilleure position |
| ----------------- | ------------------ |
| France (SNEP)     | 162                |

## Récompenses
- Le 23 mars 2017, Bigflo & Oli sont élevés au rang de Chevaliers de l’Ordre des Arts et des Lettres, par la ministre de la culture et de la communication, Audrey Azoulay, sous la présidence de François Hollande[6].
- Le 27 novembre 2017, la Société des auteurs, compositeurs et éditeurs de musique récompense la chanson par le Prix Rolf Marbot de la chanson de l'année[7].

## Critique
Le 27 novembre 2016, le vidéaste critique musical LinksTheSun poste sur YouTube une critique sur la chanson, dans laquelle Bigflo et Oli apparaissent. Les deux rappeurs devaient originellement intervenir dans un grand nombre de scènes, mais par manque de disponibilité ils n'ont pu apparaître que dans une courte scène humoristique finale.